# Julian Walawski

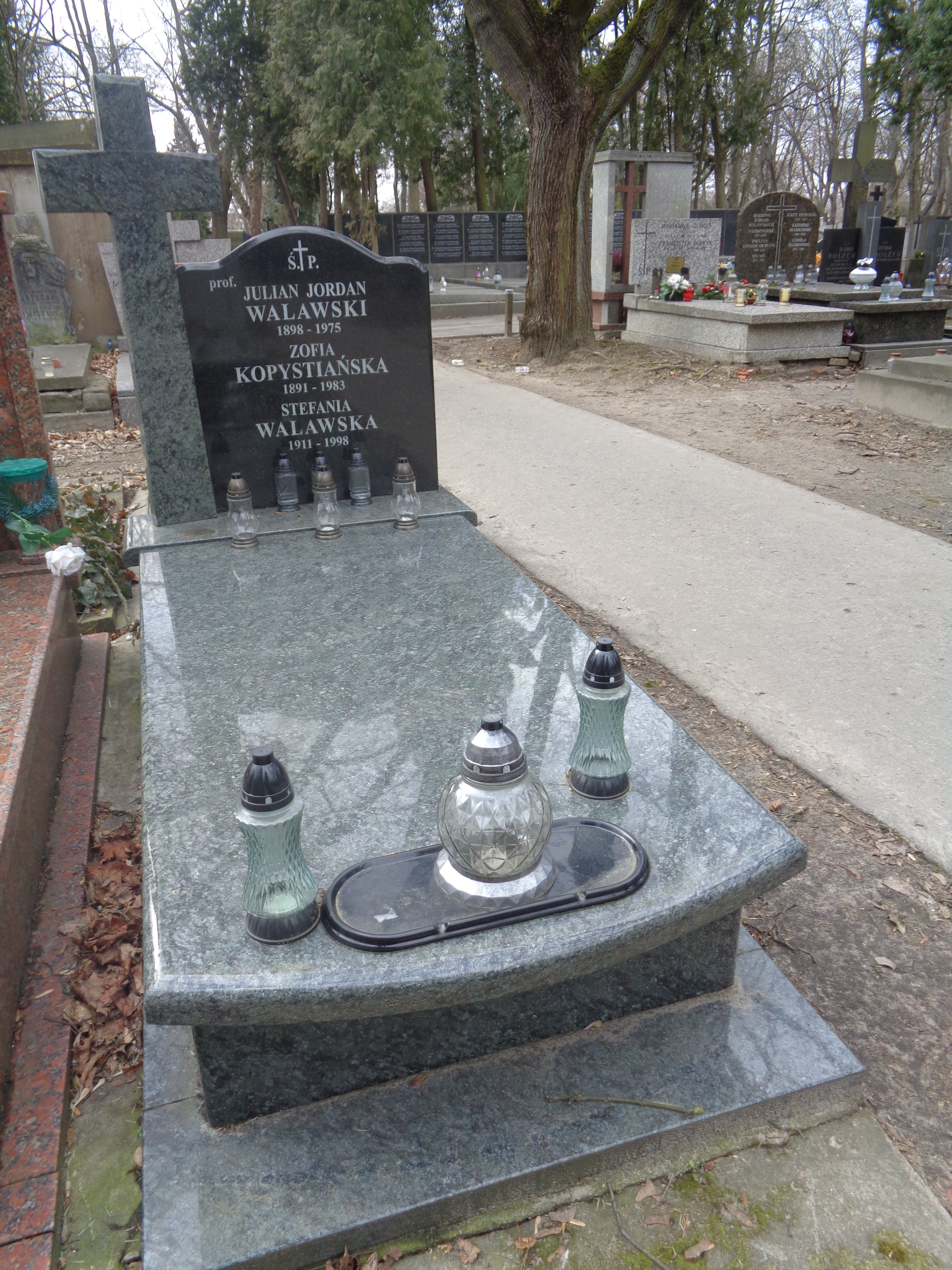
Nagrobek Juliana Walawskiego na Cmentarzu Powązkowskim

Julian Roman Eliasz Jordan-Walawski herbu Trąby (ur. 1 sierpnia 1898 w Bolechowie, zm. 29 stycznia 1975 w Warszawie) – polski lekarz, profesor nauk medycznych. Kierownik, wykładowca i profesor w Katedrze i Zakładzie Patologii Ogólnej i Doświadczalnej Warszawskiego Uniwersytetu Medycznego oraz Zakładzie Fizjologii Wojskowego Instytutu Medycyny Lotniczej. Specjalizował się w zagadnieniach z zakresu patofizjologii. Członek Warszawskiego Towarzystwa Lekarskiego, Warszawskiego Towarzystwa Naukowego, Polskiego Towarzystwa Fizjologicznego oraz Polskiej Akademii Umiejętności. Prezes Polskiego Towarzystwa Astronautycznego.

## Życiorys
Syn Włodzimierza i Pauliny Frajdenbergowej. Początkowo uczył się w gimnazjach we Lwowie i Berdiańsku. Egzamin dojrzałości zdał w 1917. Następnie podjął studia na Odeskim Uniwersytecie Narodowym imienia Ilji Miecznikowa, które po powrocie do Polski kontynuował na Wydziale Lekarskim Uniwersytetu Warszawskiego. W 1926 doktoryzował się. Przez krótki czas prowadził praktykę lekarską na Podolu, w trakcie której przyjął poród krowy. Pracował również na IX Oddziale Wewnętrznym Szpitala świętego Łazarza przy ulicy Książęcej 2 w Warszawie jako asystent Mściwoja Semerau-Siemianowskiego. W 1937 uzyskał habilitację na podstawie pracy napisanej rok wcześniej. Jej tytuł to Badania doświadczalne nad hipotensyjnym działaniem śliny. W latach 1939–1944 był ordynatorem Oddziału Duru Brzusznego i Plamistego w Szpitalu Polowym przy ulicy Chocimskiej 5/7. W końcowym okresie wojny pełnił rolę konsultanta na Oddziale Zakaźnym Szpitala Polskiego Czerwonego Krzyża. Tytuł profesora otrzymał w 1946, profesora zwyczajnego dziesięć lat później. Odkrył i opisał enterogastron – hormon peptydowy hamujący wydzielanie soku żołądkowego. Jest autorem podręcznika pt. Fizjologia patologiczna.
Zmarł 29 stycznia 1975 w Warszawie. Pochowano go na miejscowym cmentarzu Powązkowskim razem z żoną Stefanią Walawską oraz Zofią Kopystiańską (kwatera 256, rząd 3, miejsce 1).